# Zimiromus muchmorei
Zimiromus muchmorei är en spindelart som beskrevs av Norman I. Platnick och Mohammad U. Shadab 1976. Zimiromus muchmorei ingår i släktet Zimiromus och familjen plattbuksspindlar.
Artens utbredningsområde är Jungfruöarna. Inga underarter finns listade i Catalogue of Life.